# Nele Neuhaus
Nele Neuhaus, geboortenaam Cornelia Löwenberg, (Münster, 20 juni 1967) is een Duitse auteur.
Nele Neuhaus werd als Cornelia Löwenberg geboren in 1967. Ze groeide op in Paderborn. Toen ze elf was verhuisde ze met haar familie naar de Taunus. Ze studeerde rechten, geschiedenis en Duits, maar gaf na een tijdje haar studie op om te gaan werken voor een reclamebureau in Frankfurt am Main. Van 1995 tot 2011 was ze getrouwd met Harald Neuhaus. Ze publiceerde haar eerste boeken in eigen beheer voordat ze bij de uitgeverij Ullstein doorbrak met Diepe wonden. Sinds de scheiding woont ze met haar nieuwe partner in de Taunus.

### Romans
- Unter Haien (2005); Tussen de haaien (2018).

### Sheridan Grant-Reeks
- Sommer der Wahrheit (2014); Zomer van de waarheid (2015).
- Straße nach Nirgendwo (2015); Weg naar nergens (2022).
- Zeiten des Sturms (2020); Tijden van storm (2023).

### Misdaadromans
Met hoofdpersonen Bodenstein & Kirchhoff/Sander:
- Eine unbeliebte Frau (2006); De onbeminde vrouw (2016).
- Mordsfreunde (2007); Moordvrienden (2016).
- Tiefe Wunden (2009); Diepe wonden (2013).
- Schneewittchen muss sterben (2010); Sneeuwwitje moet sterven (2011).
- Wer Wind sät (2011); Wie wind zaait (2013).
- Böser Wolf (2012); Boze wolf (2014).
- Die Lebenden und die Toten (2014); De levenden en de doden (2015).
- Im Wald (2016); Het woud (2017).
- Muttertag (2018); Moederdag (2019).
- In ewiger Freundschaft (2021); Eeuwige vriendschap (2022).
- Monster (2023); Monster (2025).

### Kinderboeken
- Das Pferd aus Frankreich (2007).
- Elena – ein Leben für Pferde 1: Gegen alle Hindernisse (2011); Elena, een leven voor paarden: Tegen alle hindernissen (2016).
- Elena – ein Leben für Pferde 2: Sommer der Entscheidung (2011); Elena, een leven voor paarden: De beslissende zomer (2016).
- Elena – ein Leben für Pferde 3: Schatten über dem Turnier (2013).
- Elena – Ein Leben für Pferde 4: Elena, Das Geheimnis der Oaktree-Farm (2014).
- Elena – Ein Leben für Pferde 5: Ihr größter Sieg (2016).
- Elena – Ein Leben für Pferde 6: Eine falsche Fährte (2017).
- Elena – Ein Leben für Pferde 7: In letzter Sekunde (2019).
- Elena – Ein Leben für Pferde 8: Vergiss den Prinzen! Ich nehm das Pferd! (2019).
- Elena – Ein Leben für Pferde 9: Live, Love, Ride (2019).
- Charlottes Traumpferd (2012); Charlottes Droompaard (2014).
- Charlottes Traumpferd: Gefahr auf dem Reiterhof (2012); Charlottes Droompaard, gevaar op de manege (2015).
- Charlottes Traumpferd: Ein unerwarteter Besucher (2014); Charlottes Droompaard, een onverwachte bezoeker (2015).
- Charlottes Traumpferd: Erste Liebe, erstes Turnier (2015); Charlottes Droompaard, Eerste liefde, eerste wedstrijd (2016).
- Charlottes Traumpferd: Wir sind doch Freunde? (2016); Charlottes Droompaard, Vrienden voor altijd? (2016).
- Charlottes Traumpferd: durch dick und dünn (2018); Charlottes Droompaard, door dik en dun (2018)